# Euthycera alpina
Euthycera alpina är en tvåvingeart som först beskrevs av Mayer 1953.  Euthycera alpina ingår i släktet Euthycera och familjen kärrflugor.
Artens utbredningsområde är Österrike. Inga underarter finns listade i Catalogue of Life.